# Perlas en las profundidades
Perlas en las profundidades (en checo: Perličky na dně) es una película antológica checoslovaca de 1966 dirigida por Jiří Menzel, Jan Němec, Evald Schorm, Věra Chytilová y Jaromil Jireš, todos egresados de la  Escuela de Cine y Televisión de la Academia de Artes Escénicas de Praga (FAMU). Los cinco segmentos están basados en cuentos de Bohumil Hrabal, y se estrenó en Checoslovaquia el 7 de enero de 1966. Con su uso de la ironía, la sátira y el absurdo, las técnicas de montaje vanguardistas y el desencanto ideológico, así como la búsqueda por entender la realidad, la película es considerada como el manifiesto de la nueva ola checoslovaca. El cortometraje The Junk Shop, de Juraj Herz y basado en el cuento 'Baron Prasil' de Hrabal, estaba considerado para ser incluido pero fue rechazado debido a su larga duración.

## Argumentos
- La muerte del señor Baltasar (Smrt pana Baltazara), dirigida por Jiří Menzel. Una pareja lleva a su padre a ver las carreras de motocicletas.
- Impostores (Podvodníci), dirigida por Jan Němec. Dos ancianos, que piensan están a punto de morir, construyen biografías falsas para sí mismos: uno afirma haber sido un cantante de ópera y el otro un periodista.
- La casa de la alegría (Dům radosti), dirigida por Evald Schorm. Dos agentes de seguros visitan a un excéntrico pintor y criador de cabras y a su madre.
- En la Cafetería Mundial (Automat Svět), dirigida por Věra Chytilová.Se celebra una recepción nupcial en un restaurante. Los huéspedes permanecen ajenos a la miseria que los rodea.
- Romance, dirigida por Jaromil Jireš. Un plomero joven de clase trabajadora se enamora de una chica gitana.